# Kostel svatého Šebestiána (Třemešná)
Kostel svatého Šebestiána v obci Třemešná (okres Bruntál) je farní kostel, který byl postaven v letech 1730–1733 a je kulturní památka České republiky.

## Historie

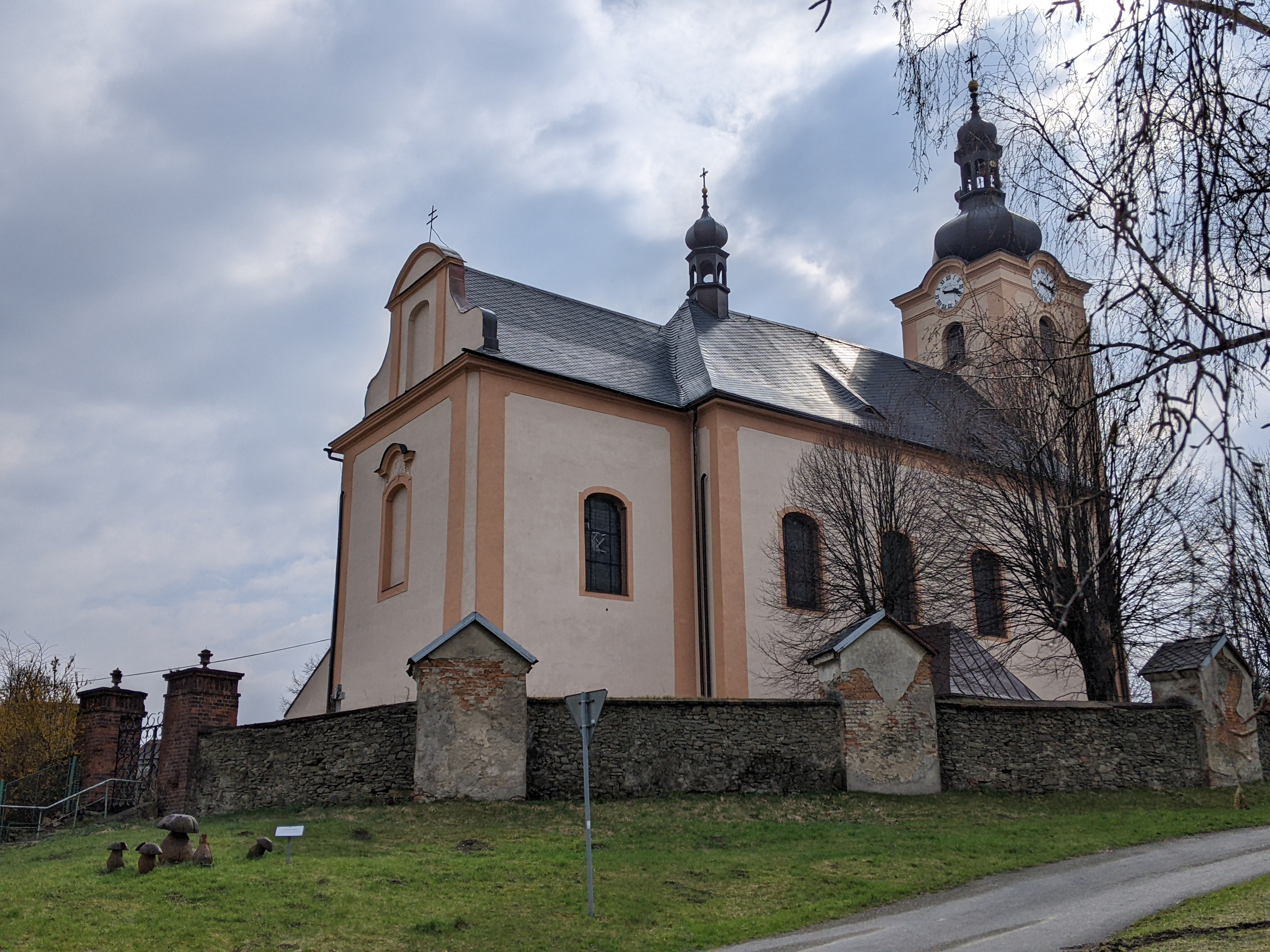

První písemná zmínka o kostelu v Třeměšné, který měl údajně založit Helembert de Turri někdy mezi lety 1245 - 1256, pochází z roku 1256. 
Snad v roce 1431  v důsledku husitského tažení na Opavsko a do Slezska byla celá Třemešná (a to včetně kostela a fary) zpustošena. - Obnovený dřevěný kostel zasvěcený sv. Floriánovi a sv. Šebestiánovi s nově v roce 1580 přistavěnou zděnou hranolovu věží představenou před osu západní zdi je zmiňován v 60. letech 15. století.
V blíže neupřesněné době po roce 1580 a před rokem 1631 kostel v Třemešné ztratil statut farního kostela a stal se filiálkou fary v sousední Liptáni a pak k Vysoké. - Opětovnou samostatnost získala v roce 1784. 
Středověký nekonsekrovaný a prostorově poměrně malý kostel v jehož okolí se nacházel hřbitov obehnaný kamennou hřbitovní zdí v polovině 17. století trpěl zanedbanou údržbou a statickými poruchami. - Nevíme přesně, jak rozsáhlé opravy tohoto kostela po roce 1681 realizoval P. Johann Ignatz Spiller - farář v Liptani a Vysoké, však kostel i nadále zůstával v očích svých uživatelů stavbou ze starých časů vyžadující časté opravy.
K radikálnímu řešení se odhodlal P. Franz Joseph Schwäbischer - farář v Liptáni a Vysoké až roku 1725, kdy požádal o biskupskou konzistoř o souhlas s novostavbou kostela na níž zesnulý osadník Johann Merfort, odkázal 1.000 zlatých. - Stav stávajícího kostela přitom vylíčil v chmurných barvách: "temný svatostánek hrozící zřícením, prkenný strop v lodi propadlý a i po opravách při bohoslužbách děravou střechou prší na kněze sloužícího u oltáře, a kdyby přišla vichřice, stavba jistě nevydrží."
Na místě původního dřevěného kostela byla zahájena v roce 1730 stavba nového zděného kostela (vytvořením projektu a následně provědením stavby byl pověřen Felix Anton Hammerschmied), který do západního průčelí integroval starší renesanční věž, a uzavřela ji dne 25. ledna 1733 benedikce vykonaná P. Josephem Pfaffenzellerem - děkanem v Osoblaze na základě konzistorního souhlasu ze dne 9. prosince 1732.
V roce 1900 byla stará kostelní věž zbourána pro špatný stav a v roce 1902 postavena nová s novou střechou. 
Kolem kostela je zděná ohradní zeď z 19. století s kaplemi křížové cesty.
V roce 2015 byla zahájená oprava střechy kostela. Opravy střechy a krovu probíhaly v roce 2016, náklady činily cca 150 500 Kč, provedení prací zabezpečila firma H&B delta s. r. o. Vsetín.
Kostel svatého Šebestiána patří Římskokatolické farnosti Třemešná, Děkanát Krnov.

## Popis

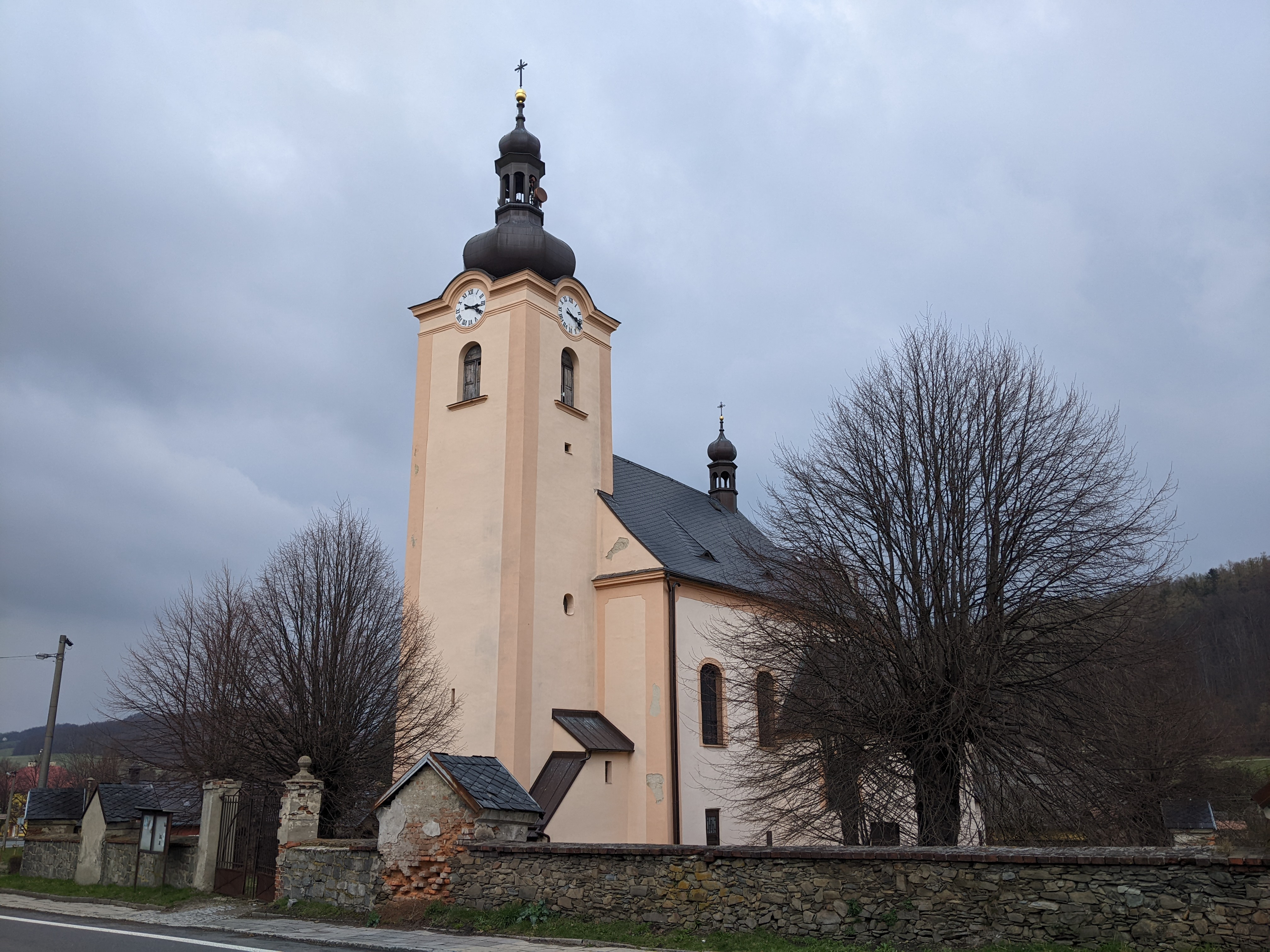

Jednolodní podélná zděná barokní stavba. Osově přistavěna k průčelí hranolová věž.

### Zvony
Pro kostel sv. Šebestiána byly zhotoveny tři zvony. Na zvonech byly reliéfy svatých. Na největším zvonu z roku 1780, který měl průměr 110 cm a vážil 674 kg, . byl na koruně nápis: IGNÁC HILZER, VRCHNÍ DVORNÍ ZVONAŘ, VÍDEŇSKÉ NOVÉ MĚSTO. Uprostřed bylo gravirování z lučních květin a na opačné straně reliéf svatých Panny Marie a Jana Křtitele. Pod obrazem byl nápis: JOSEF KLEMENT-FARÁŘ, EMANUEL SOBALÍK-KOOPERÁTOR, ALBERT GROSS-STAROSTA A RYCHTÁŘ, FRANTIŠEK SCHWANKE, FRANTIŠEK HEINRICH a JOSEF GOEDEL RADNÍ OBCE TŘEMEŠNÍ 1870. Na druhém zvonu byl reliéf sv. Pavla a sv. Jana. Třetí nesl reliéf sv. Šebestiána, byl nejmenší o průměru  61 cm, vážil 163 kg a byl ulit olomouckým zvonařem Obletterem. Na koruně nesl nápis: FUSA ME VALERIUS OBLLETER OLOMUCI 1780. Na krku zvonu byl nápis: O, VY SVATÍ TRPITELÉ A PATRONI, ORODUJTE ZA MÁS I V POSLEDNÍ HODINĚ SMRTI, AMEN. Zvony byly rekvírovány v době první světové války. Zvon v sanktusníku (1784 až 1917) vážil 89 liber.
Zvon z roku 1773 ulitý olomouckým zvonařem Valeriusem Obletterem má průměr 56 cm. Byl přenesen z kostela Pozdvižení svatého Kříže z Moravského Berouna (část Hausberg). Zvon nese nápis na krku: DIESE / GLOCKEN HAT / GEGOSSEN / VALERIUS / OBLETTER / IN OLMITZ / ANNO, na čepci: ECCE CRUCEM DOMINI O H: FL: B:F: VNS. Na věnci: SVB EXIM: D: PETRO: NEVGEBEVR PAROCH ORTS VORT S: HH: IOHA: GEOR: WENZL BVRG: M: FRIDER: BAYER STADTRICHTER/ ZUR EHE GOTTES HAT FLOR: LICHTBLAV FREIHIFFER DESSEN EHWIB: ANNA ELISABETHA VND IHR SOHN FERDI: DIESE GLOCKEN MACHEN LASSEN A 1773.

## Duchovní správci

### faráři a administrátoři
- od 1780 P. Joseph Winkler[12]
- od 1784 P. Karl Gleissner[12] († 23. dubna 1809 Třemešná čp. 206 ve věku 66 let), prvofarář
- od 1809 P. Franz Schmidt, administrátor[12]
- od 1810 P. Gregor von Thalherr, OPraem[12]
- od 1819 Franz Schmidt, administrátor[12]
- od 1830 P. Karl Rupprecht[12] (* 1797 Dolní Dlouhá Loučka † 20. listopadu 1867 Třemešná čp. 295), administrátor, ord. 1823
- od 1840 P. Anton Bracheli[12] († 31. ledna 1841 Třemešná čp. 3 ve věku 57 let)
- od 1842 P. Ignatz Schäfer[12] († 15. dubna 1855 Třemešná čp. 295 ve věku 73 let)
- od 1855 P. Karl Rupprecht[12]
- P. Johann Schilder, administrátor
- P. Joseph Schäfer (* 1817 Červená Voda), administrátor, ord. 1841
- P. Anton Gebauer (* 1832 Koberno), administrátor, ord. 1859
- P. Joseph Klement (* 1800 Krnov † 25. května 1880 Třemešná čp. 295), ord. 1824
- P. Václav Gebauer (* 844 Bohučovice), administrátor, ord. 1869
- P. Johann Brislinger (* 06.března 1827 Moravská Třebová † 15. září 1887 Třemešná čp. 295), ord. 1851
- P. Johann Abendroth (* 1859 Lipník), adminstrátor, ord. 1885
- P. Ignác Gross (* 29. června 1831 Janov), ord. 1856
- P. Emanuel Škrobánek (* 1881 Holasovice † 12. října 1955), administrátor, ord. 1905
- P. Karl Kotouček (* 25. dubna 1864 Ostrava - Přívoz), ord. 1888
- P. Adalbert Richta (* 1870 Prostějov), konzistorní rada, ord. 1893
- P. Ludvík Cäsar (* 10.října 1876 Řepová † 21. dubna 1962), ord. 05. července 1900

...

### kooperátoři
...
- 1830–1831 Carl Ruppert
- 1831–1840 Johann Schilder
- 1841–1842 Anton Böss (Boes) (* 1808 Litovel), ord. 1831
- 1843–1846 Johann Schilder
- 1846–1855 Josef Schäfer
- 1855–1859 Franz Pleban (* 1827 Odry), ord. 1852
- 1859–1869 Anton Gebauer (* 1832 Koberno), ord. 1859
- 1867 Hermann Emmer (* 1841 Nový Jičín), II. kooperátor, ord. 1865
- 1869–1871 Emanuel Sobalik (* 1841 Koloredov), ord. 1869
- 1871–1879 Joseph Fischer (* 1847 Linhartice), ord. 1871
- 1879–1881 Johann Hartenberg (* 1850 Glubczyce), ord. 1876
- 1881–1883 Wenzel Gebauer (* 1844 Bohučovice), ord. 1869
- 1881 Wilhelm, II. kooperátor
- 1883–1884 Adalbert Srba (* 1855 Grossaviensis), ord. 1879
- 1884–1885 Franz Hinkelmann (* 1858 Hoštice), ord. 1883
- 1885–1887 Alois Demel (* 18. února 1860 Mošnov † 9. dubna 1936), ord. 1884; [pozn. 1]
- 1888–1890 Franz Běhal (* Starnov)
- 1890–1892 Mathias Vaněk (* 1868 Určice), ord. 1890
- 1892–1893 Josef Václavek (* 1869 Lištna), ord. 1892
- 1893–1896 Adalbert Richta (* 1870 Prostějov), ord. 1893
- 1896–1899 Franz Kučera (* 1870 Prostějov), ord. 1893
- 1899–1903 Oskar Malý (* 1876 Vídeň), ord. 1899
- 1903–1907 Johann Lochmann (* 1879 Žalkovice), ord. 1902
- 1907–1909 Rudolf Kužela (* 1881 Rokytnice), ord. 1905
- 1909 Klemens Chzacha
- 1909–1921 Heinrich Grygar (* Kamenec)

## Rodáci
- P. Alexandr Hein († 14. dubna 1830 Třemešná čp. 116 ve věku 86 let), osobní děkan a zátorský farář
- P. Franz Jilke (* 29. října 1838 Třemešná čp. 189 † 1. listopadu 1923), ord. 1864, syn domkáře Petra Jilkeho (Jelkeho) a Josephy rozené Girlicha
- P. Johann Bradel (* 24. května 1851 Třemešná čp. 119), ord. 1878, syn domkáře a krejčího Johanna Bradela a Josephy rozené Diringer

## Zajímavosti
Podle určitých zpráv se v kostele sv. Šebestiána v Třemešné nacházejí ostatky sv. Benedikta z Nursie.